# Rik Verbrugghe
Rik Verbrugghe (Hélécine, Bélgica, 23 de julio de 1974) es un exciclista belga. Desde 2021 es el mánager del equipo Israel Start-Up Nation.

## Trayectoria
Profesional desde 1996 hasta 2008, terminó su carrera con el equipo Cofidis. Su mejor año fue 2001, cuando ganó la Flecha Valona, el Critérium Internacional, el prólogo del Giro de Italia y la etapa del Tour de Francia. Sus cualidades en los rodillos le permitieron ganar varias carreras contra el reloj. En 2009 sirvió como director deportivo en el equipo Quick Step.
En 2000 participó en los Juegos Olímpicos de Sídney.

## Palmarés
1993
- Tour de la provincia de Namur

1994
- 1 etapa del Tour de Valonia

1997
- 1 etapa del Tour de Valonia

2000
- Campeonato de Bélgica Contrarreloj
- 3.º en el Campeonato de Bélgica en Ruta

2001
- Critérium Internacional, más 2 etapas
- Flecha Valona
- 1 etapa del Giro de Italia
- 1 etapa del Tour de Francia

2002
- 1 etapa del Tour de Romandía
- 1 etapa del Giro de Italia

2005
- Gran Premio de Lugano
- 1 etapa del Tour de Benelux

2006
- 1 etapa del Giro de Italia

## Resultados en Grandes Vueltas y Campeonatos del Mundo
Durante su carrera deportiva consiguió los siguientes puestos en las Grandes Vueltas y en los Campeonatos del Mundo en carretera:
| Carrera              | Carrera              | 1996 | 1997 | 1998 | 1999 | 2000 | 2001  | 2002 | 2003 | 2004 | 2005 | 2006 | 2007 | 2008 |
| -------------------- | -------------------- | ---- | ---- | ---- | ---- | ---- | ----- | ---- | ---- | ---- | ---- | ---- | ---- | ---- |
|                      | Giro de Italia       | —    | —    | —    | —    | —    | Ab.   | 9.º  | Ab.  | —    | —    | Ab.  | —    | Ab.  |
|                      | Tour de Francia      | —    | —    | 69.º | 71.º | Ab.  | 112.º | Ab.  | Ab.  | 43.º | —    | Ab.  | Ab.  | —    |
|                      | Vuelta a España      | —    | —    | —    | Ab.  | —    | —     | —    | —    | —    | 81.º | —    | —    | —    |
| Mundial en Ruta      | Mundial en Ruta      | —    | —    | —    | —    | 99.º | —     | —    | —    | —    | —    | —    | —    | —    |
| Mundial Contrarreloj | Mundial Contrarreloj | —    | —    | —    | 23.º | 13.º | —     | —    | —    | —    | —    | —    | —    | —    |

—: no participa

Ab.: abandono

## Equipos
- Lotto (1996-2004)
  - Lotto (1996)
  - Lotto-Mobistar-Isoglass (1997)
  - Lotto-Mobistar (1998-1999)
  - Lotto-Adecco (2000-2002)
  - Lotto-Domo (2003-2004)
- Quick-Step-Innergetic (2005)
- Cofidis (2006-2008)